# Ryoko Tani
Ryoko Tani (n. 6 septembrie 1975, Fukuoka, Japonia) este o fostă judoka și actuală (2012) politiciană japoneză. 
De când a câștigat Campionatul Internațional de Judo Feminin în 1990, japoneza Tani a reușit să câștige această competiție în fiecare an. Tani a câștigat titlul mondial de șapte ori, medalia olimpică de aur de două ori, în 2000 și 2004, medalia olimpică de argint de doua ori, în 1996 și 1992, și medalia olimpică de bronz în 1988. Până când a fost învinsă în 1996 de nord-coreeana Kye Sun Hui, Tani reușise să acumuleze 86 de victorii consecutive. Totodată, din 1996 până în 2008, când a învins-o Alina Alexandra Dumitru, în semifinala Jocurilor Olimpice de vară de la Beijing, Tani fusese neînvinsă.
În 2012 era membră a camerei superioare a parlamentului japonez.